# Freddie Schürheck
Freddie Schürheck (* 9. Oktober 1987 in Lemgo) ist eine deutsche Moderatorin und Journalistin.

## Werdegang
Schürheck absolvierte 2007 ihr Abitur am Marianne-Weber-Gymnasium in Lemgo. Anschließend studierte sie an der Ruprecht-Karls-Universität Heidelberg Französisch und Germanistik auf Gymnasiallehramt. Ihr Studium schloss sie 2013 ab. Seitdem lebt und arbeitet sie in Köln.
Erste Erfahrungen als Journalistin sammelte Freddie Schürheck bei der Lippischen Landes-Zeitung in Lemgo und in verschiedenen Hospitanzen beim Südwestrundfunk in Mannheim, bei Arte in Paris und der dpa in Berlin.

## Hörfunk
2011 begann sie beim Radiosender Unserding (Saarländischer Rundfunk), wo sie bis 2013 die Morningshow moderierte und bis 2015 eine wöchentliche HipHop-Spezialsendung. Im Mai 2013 wechselte sie zu 1 Live (Westdeutscher Rundfunk), wo sie zunächst zusammen mit Johannes Sassenroth in der Nachmittagsshow 1Live mit Freddie und dem Sassenroth zu hören war. Seit 2015 moderiert sie die Show 1Live mit Freddie Schürheck und das Promi- und Lifestyle-Magazin 1Live Gold. Darüber hinaus führte sie durch mehrere Außensendungen, wie das 1Live Parookaville Spezial zusammen mit Jan-Christian Zeller. Seit 2017 war sie außerdem im Wechsel mit Marvin Fischer Host der Nachmittagsshow von You FM (Hessischer Rundfunk) namens You FM der schöne Nachmittag mit dieser Freddie zu hören. Am 19. Februar 2021 moderierte Freddie Schürheck ihre letzte Nachmittagssendung für YouFM und verließ den Sender nach gut 4 Jahren, um wieder das Nachmittagsprogramm für 1Live zu moderieren und anschließend dort die Morningshow zu übernehmen (1Live mit Freddie Schürheck und Benni Bauerdick). 2018 war Freddie Schürheck als „Beste Moderatorin“ für den Deutschen Radiopreis nominiert.

## Fernsehen
2012 führte Freddie Schürheck erstmals durch eine Fernsehsendung, die Festival-Reportage „Geiles Ding – Halberg Open Air 2012“ für den SR. 2014 moderierte sie das Nachrichten- und Reportage-Format WDR #3sechzich für den YouTube-Kanal des WDR. 2016 führte sie für funk durch das Promi-Magazin PopDate, das auch auf One ausgestrahlt wurde. Außerdem kommentiert sie seit 2015 die Preisverleihung 1 Live Krone als Off-Sprecherin für das WDR Fernsehen und Das Erste und moderierte die Show 2021. Seit 2023 steht Freddie Schürheck als Reporterin für Sat.1 vor der Kamera. Im Mai 2025 nahm sie im Rahmen der Radiowoche an der ARD-Quizshow Gefragt - Gejagt teil.

## Podcast
Seit 2021 veröffentlicht sie den Podcast Die Medienmacherin, in dem Medienschaffende wie Journalistinnen und Moderatorinnen zu Gast sind. Seit 2022 moderiert und produziert sie den Podcast „Typfrage – der Diabetes-Podcast mit Kim und Freddie“ zusammen mit der Moderatorin Kim Stoppert.